# Sanchezia capitata
Sanchezia capitata är en akantusväxtart som först beskrevs av Christian Gottfried Daniel Nees von Esenbeck, och fick sitt nu gällande namn av Gustav Lindau. Sanchezia capitata ingår i släktet Sanchezia och familjen akantusväxter. Inga underarter finns listade i Catalogue of Life.